# Speed Up
|  | No s'ha de confondre amb Speedup. |

Speed Up és un equip de competició motociclista italià i alhora una empresa constructora de motocicletes de competició amb seu a Lugo di Vicenza, al Vènet. Fundada per Luca Boscoscuro el 2010, l'empresa va començar a construir el seu propi xassís el 2012 sota el nom de Speed Up Factory. A partir de la temporada del 2021, l'empresa va canviar la marca de les seves motos de competició per la de Boscoscuro per tal de diferenciar-les millor del seu propi equip de competició, que continua anomenant-se Speed Up.

## Història

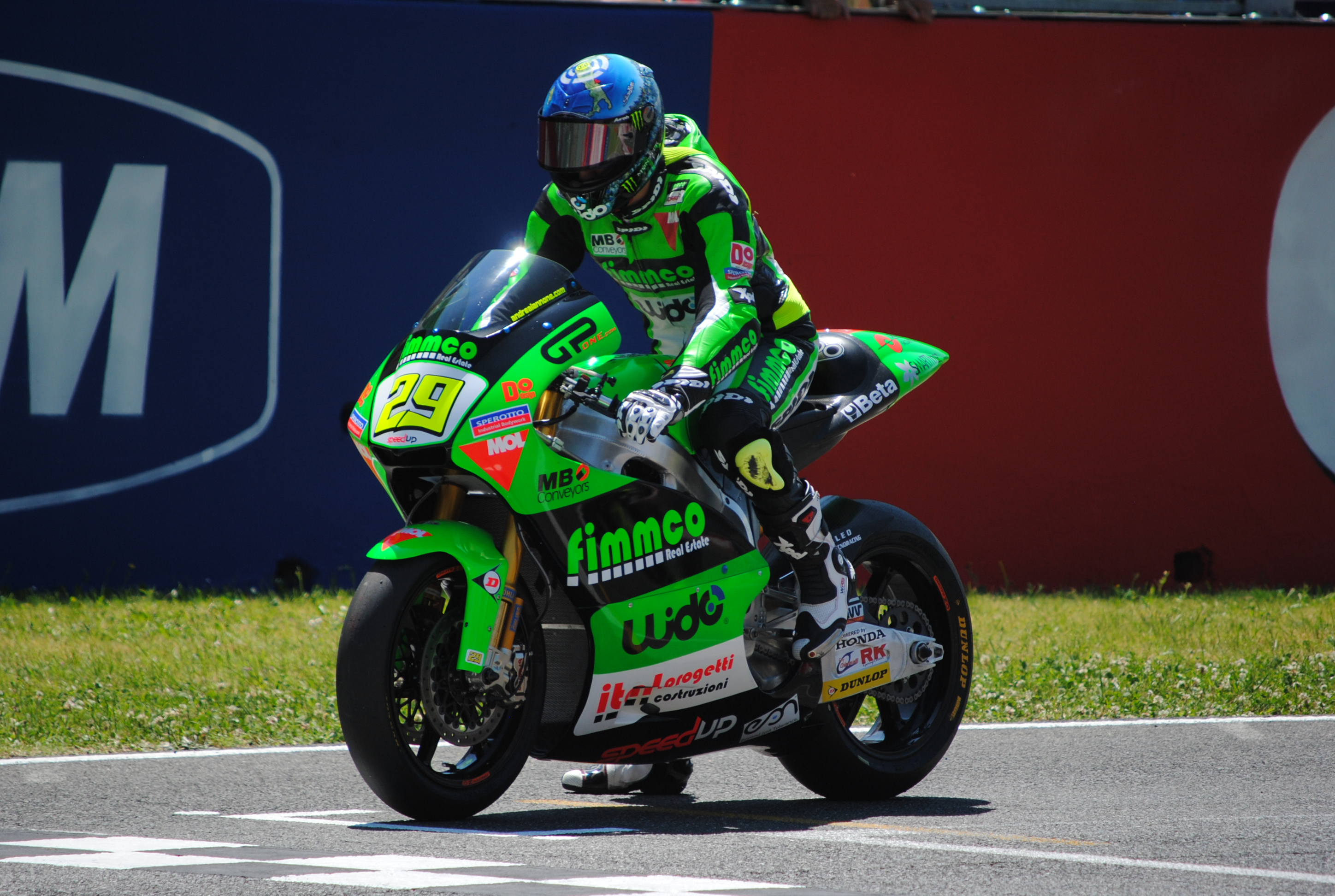
Andrea Iannone amb una Speed Up S10 a Mugello el 2010

El 2010, l'antic pilot de motociclisme Luca Boscoscuro va fundar l'equip Speed Up per a fer-lo competir a la nova categoria Moto2 del mundial de motociclisme. Ja aquell primer any, l'equip va aconseguir tres victòries amb la seva motocicleta S10, basada en un bastidor FTR Moto M210, amb Andrea Iannone i Gábor Talmácsi de pilots. El 2011, l'equip va optar per incorporar un xassís FTR M211 pilotat per Pol Espargaró i Valentin Debise.
El 2012, Speed Up va començar a construir el seu propi xassís, que va anomenar S12. Luca Boscoscuro es va associar amb l'equip Speed Master d'Andrea Iannone i li va subministrar els nous bastidors i una  altra motocicleta per a Mike Di Meglio; els millors resultats els va aconseguir el mateix Iannone gràcies a dues victòries. Durant la temporada, el QMMF Racing Team va canviar els seus bastidors Moriwaki pels Speed Up.
El 2013 va debutar el xassís SF13, presentat per tres equips: Forward Racing, AGR i QMMF Racing Team (cap equip de fàbrica va córrer aquell any), aconseguint només un podi amb Simone Corsi com a millor resultat.

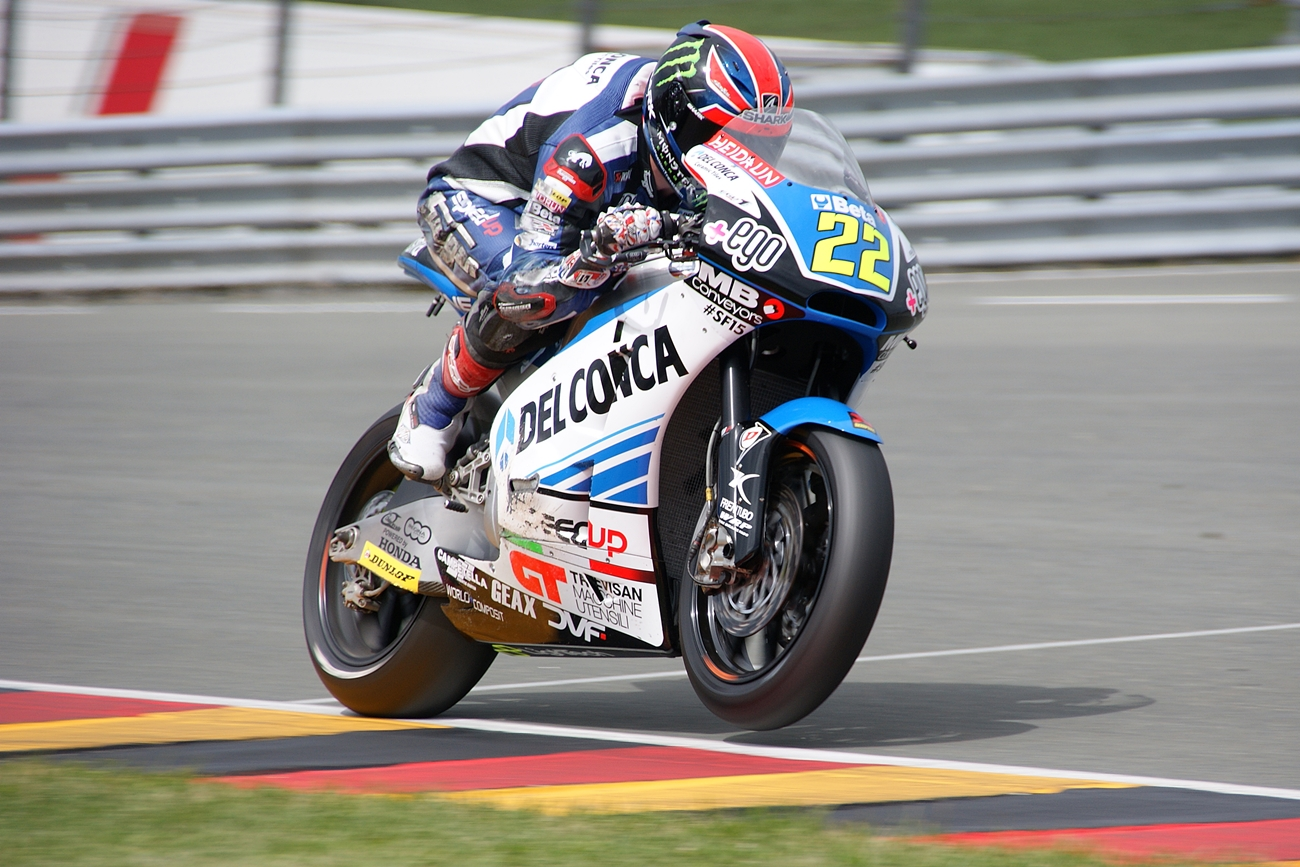
Sam Lowes amb la Speed Up a Sachsenring el 2015

El 2014, Speed Up va estrenar el nou xassís SF14 i va inscriure el seu propi equip amb Sam Lowes de pilot, alhora que tornava a subministrar material al QMMF Racing Team, que va guanyar el Gran Premi dels Països Baixos amb Anthony West.
El 2015 es va seguir un patró similar: Sam Lowes i Anthony West van continuar amb els seus respectius equips. West va entrar després a l'equip de QMMF com a substitut de Julián Simón. Lowes va acabar la temporada com a l'únic pilot que no duia una Kalex entre els 14 primers de la classificació final del campionat, concretament, en quart lloc final, després d'haver guanyat el Gran Premi de les Amèriques.
El 2016, l'equip Speed Up es va alinear amb un nou pilot, Simone Corsi, mentre que Lowes va passar a l'equip Gresini Racing per a córrer a MotoGP a partir del 2017. L'equip QMMF va córrer amb Anthony West i Julián Simón.
El 2021, amb l'objectiu de diferenciar l'equip de curses de la producció de xassissos, els bastidors dels prototips de competició de l'empresa es van rebatejar amb la marca Boscoscuro.